# Замок Мойрі
Замок Мойрі (англ. Moyry Castle, ірл. Maġ Rí}) — замок Маг Рі, замок Рівнини Короля — один із замків Ірландії, розташований у графстві Арма, Північна Ірландія. Він був побудований у 1601 році лордом Маунтджой, щоб захистити шлях Мойрі та захистити свої володіння на півночі Ірландії. Замок Мойрі має башту на куті замку — невелику прямокутну триярусну вежу. Замок Мойрі охороняється державою як пам'ятник історії та архітектури землі Каррікброад.